# 巴西鼩鼠屬
巴西鼩鼠屬（学名：Blarinomys），哺乳綱、囓齒目、倉鼠科的一屬，而與巴西鼩鼠屬（巴西鼩鼠）同科的動物尚有雷鼠屬（雷鼠）、暮鼠屬（壯暮鼠）、緋鼻鼠屬（緋鼻鼠）、侏鼠屬（南侏鼠）等之數種哺乳動物。